# Vajna Tímea
Palácsik-Ráthonyi Tímea (született Palácsik Tímea, korábban Vajna Tímea, Miskolc, 1982. október 3. –) magyar modell, médiaszereplő, vállalkozó.

## Életútja
Miskolcon a Herman Ottó Gimnáziumban érettségizett, majd a Miskolci Egyetem Gazdaságtudományi Karán tanult.
A diplomamunkáját a tematikus online hirdetési piacról írta. A tanulmányai befejezése után marketingesként, internetes hirdetési menedzserként dolgozott Budapesten, majd két éven át a Sanománál tevékenykedett, ahol televíziós és rádiós bartermegállapodások lebonyolítását intézte. Később közgazdaságtant tanult.
Először 19 évesen vett részt szépségversenyen, 2008-ban indult a Miss Universe Hungary szépségversenyen, ahol bejutott az első 24 közé. A Miss Universe Hungary tulajdonosa.
2016-ban egy fánkbolt, a Mr. Funk és Ms. Bagel tulajdonosa lett, amely Budapest V. kerületében, az Arany János utcában működött. A Mr. Funk és Ms. Bagel a koronavírus negatív gazdasági hatásaira hivatkozva 2020 tavaszán végérvényesen befejezte működését.
2020-ban a TV2-n futó Nicsak, ki vagyok? című műsor szereplője volt, és szőrmók jelmezbe bújva énekelt, de végül nem került be a szuperdöntőbe.

## Magánélete
2008-tól Damu Roland színész volt a párja, akivel évekig élt együtt. A férfi a kapcsolatban bántalmazta őt, amiért Damu börtönbüntetést kapott.
A tárgyalás során megismerkedett Vajna András magyar-amerikai filmproducerrel, akivel 2013-ban összeházasodott. Az esküvő utáni napon filmszerepre kapott ajánlatot a producer nevéhez köthető mozifilmben. Férje 2019 januárjában, 74 éves korában hunyt el, aki után jelentős vagyont örökölt. Los Angeles mellett (Beverly Hillsen) is van lakása. 2022 májusától amerikai állampolgár is. 2023 decemberében férjhez ment Ráthonyi Zoltánhoz.
Első gyermeke, Ben nevű kisfiú béranya segítségével született meg 2025 elején.  Miután elkezdték a béranyaprogramot, ő maga is teherbe esett, majd 2025 júliusában megszülte Hailey nevű kislányát. 

## Filmjei
- Herkules (2014)
- Stíluspárbaj Lakatos Márkkal (show, 2017)
- Pappa Pia (2017)